# Coleambally
Coleambally è un piccolo paese nella regione di Riverina, nello Stato del Nuovo Galles del Sud in Australia e nata a giugno del 1968.

## Etimologia

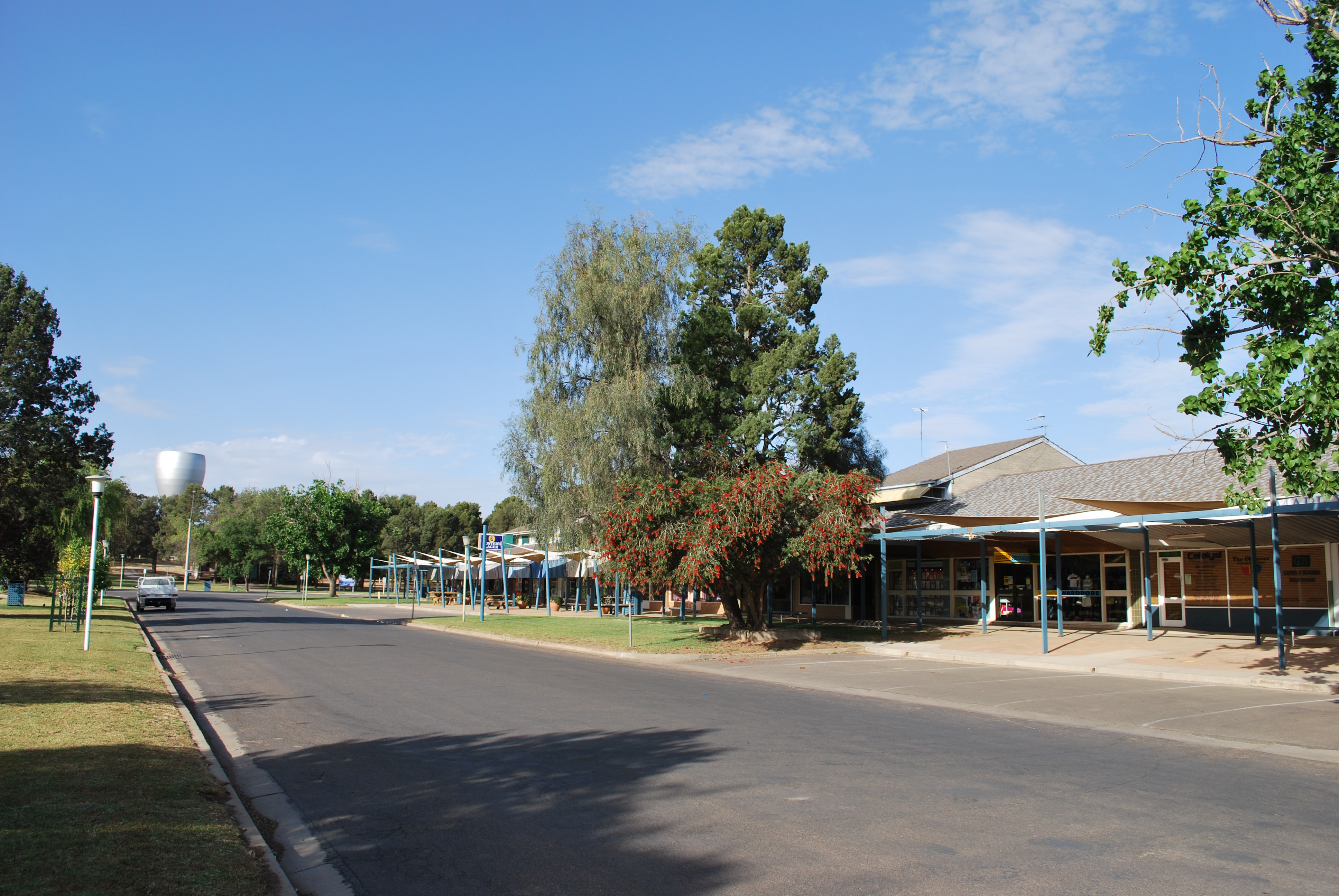
Strada principale di Coleambally

Il suo nome è indigeno aborigeno australiano, probabilmente significa un "Apodide volo". L'Apodide con la spina dorsale è uno degli uccelli pescatori più potenti conosciuto che caccia insetti volanti.

## Economia
Il settore economico principale riguarda la coltivazione di riso. I campi a nord della città sono coltivati a grano, cotone, mais, sorgo e semi di soia, ma principalmente a riso.
L'allevamento di ovini e bovini è molto diffuso. 
Lo sviluppo intensivo dei campi di riso ha portato al fenomeno del suolo salino e prodotto molti problemi di approvvigionamento idrico ed il problema ha iniziato ad essere affrontato solo dal 1995, mentre in precedenza il problema veniva minimizzato.

## Infrastrutture e trasporti
Coleambally è accessibile dalla strada che da Sydney e Canberra attraverso l'autostrada Hume Highway e Burley Griffin Way e da Melbourne sempre con la Hume Highway, Newell Highway e la Kidman Way.